# Дигідроморфін
Дигідроморфін (англ. Dihydromorphine), Параморфан — напівсинтетичний опіоїдний анальгетик, структурний аналог та похідне морфіну. Для отримання дигідроморфіну 7,8-подвійний зв'язок у морфіні відновлюється до одинарного. Дигідроморфін є помірно сильним анальгетиком, і застосовується клінічно для лікування болю, а також є активним метаболітом іншого опіоїдного препарату дигідрокодеїну. Дигідроморфін зустрічається в слідових кількостях в аналізах опію, як і дигідрокодеїн, дигідротебаїн, тетрагідротебаїн тощо. Процес виробництва дигідроморфіну з морфіну для фармацевтичного використання був розроблений у Німеччині наприкінці ХІХ століття, процес синтезу був опублікований у 1900 році, а незабаром після цього препарат був представлений клінічно як «Параморфан». Пізніше був розроблений високопродуктивний синтез дигідроморфіну з тетрагідротебаїну.

## Застосування

### Медичне
Дигідроморфін використовується для лікування помірного та сильного болю, зокрема як той, що виникає при раку; однак, він менш ефективний у лікуванні невропатичного болю, і як правило, вважається неефективним для лікування психологічного болю.

### Дослідження
Дигідроморфін, який часто мітятьь ізотопом тритію у формі [3H]-дигідроморфіну, використовується в наукових дослідженнях для вивчення зв'язування опіатних рецепторів у нервовій системі.

## Сила
Дигідроморфін дещо сильніший за морфін як анальгетик, та має подібний профіль побічних ефектів. Відносна активність дигідроморфіну приблизно в 1,2 рази перевищує активність морфіну. Для порівняння, відносна ефективність дигідрокодеїну приблизно в 1,2-1,75 разів перевищує дію кодеїну.

## Фармакологія
Дигідроморфін діє як агоніст μ-опіатних рецепторів зі значенням K i 2,5 нМ порівняно з 4,9 нМ морфіну, δ-опіатних рецепторів зі значенням K i 137 нМ порівняно з 273 нМ морфіну, та κ-опіатних рецепторів з K i значення 223 нМ порівняно з 227 нМ морфіну. Таким чином, дигідроморфін є дещо більш селективним до μ-рецепторів, ніж морфін. Агонізм μ-опіатних і δ-опіатних рецепторів значною мірою відповідає за клінічні ефекти опіоїдів, таких як дигідроморфін, при цьому μ-агонізм забезпечує більше знеболення, ніж δ-агонізм.

### Фармакокінетика
Початок дії дигідроморфіну швидший, ніж морфіну, і він також має тенденцію до довшої тривалості дії, як правило, до 4–7 годин.

## Правовий статус
Відповідно до міжнародної Єдиної конвенції про наркотичні засоби 1961 року, дигідроморфін є наркотиком списку I, який підлягає контролю, проте закони деяких країн з цього приводу можуть відрізнятися.

### США
Відповідно до Закону про контрольовані речовини у США, дигідроморфін включено до списку I разом із героїном. У США його роль у виробництві дигідрокодеїну та інших подібних наркотиків робить його речовиною списку I з однією з вищих річних квот на виробництво, наданих Управлінням США з контролю за наркотиками — 3300 кілограмів у 2013 році. Виробники, дистриб'ютори, і імпортери з правильною ліцензією управління та державними дозволами, пов'язаними з нею, можуть використовувати препарати списку I таким чином, коли вони перетворюються на одну зі сполук з нижчого списку. Управління США з контролю за наркотикамиприсвоїло дигідроморфіну та всім його солям, складним ефірам тощо код ACSCN 9145. Як і нікоморфін, МДМА та героїн, дигідроморфін також використовується в дослідженнях у належним чином ліцензованих установах. Форма 225 Управління США з контролю за наркотиками, найпоширеніша та найдешевша самостійна дослідницька ліцензія, не включає ліки зі списку I, тому лабораторія повинна мати реєстрацію управління вищого рівня. Як і інші законні опіоїди, що використовуються в медичних цілях в інших країнах, включаючи навіть набагато слабші опіоїди, такі як нікокодеїн, бензилморфін і тилідин, причиною того, що дигідроморфін був включений до списку I, є те, що він не використовувався в медицині в США в той час, коли. був розроблений закон про контрольовані речовини 1970 року.

### Європа
Дигідроморфін регулюється так само, як і морфін, у Німеччині, Австрії і Швейцарії, де він все ще використовується як анальгетик. Препарат був винайдений у Німеччині в 1900 році, і незабаром після цього поступив у продаж. Його часто використовують у засобах контрольованої пацієнтом аналгезії.

### Японія
Дигідроморфін і морфін також використовуються поряд один з одним у клініці в Японії, та регулюються так само.